# Eurasia (1984)

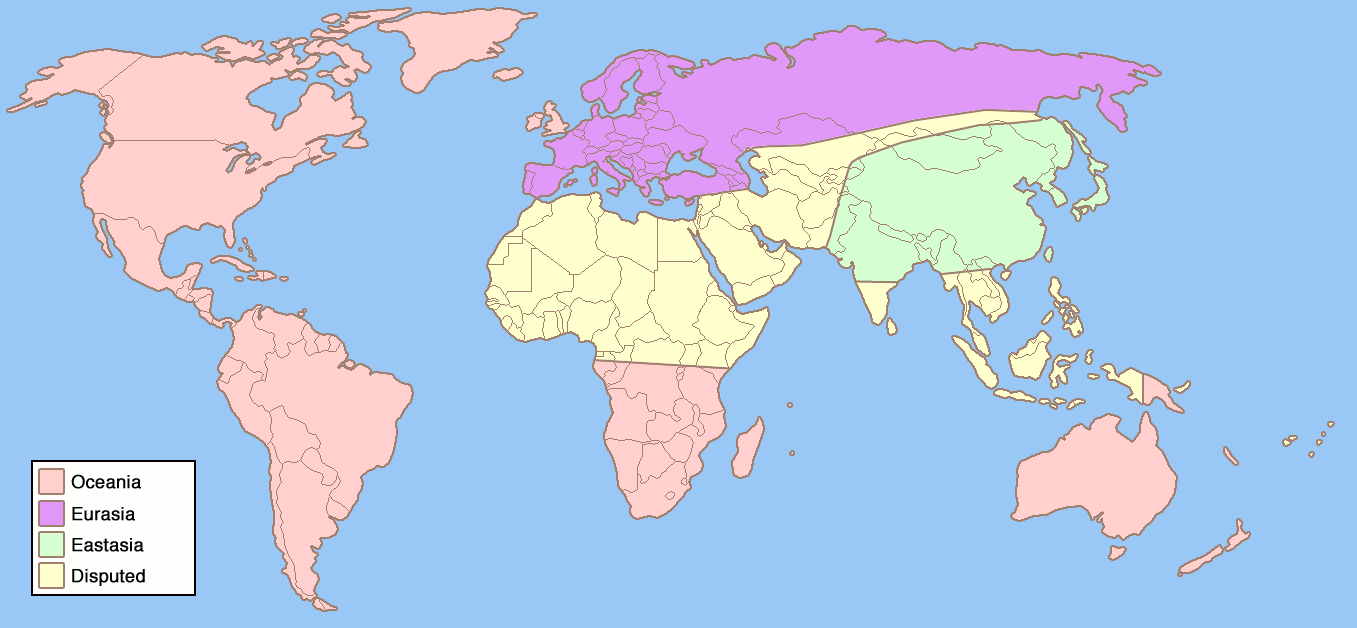
1984: Cele trei mari puteri ale lumii: Oceania, Eurasia şi Estasia, în viziunea lui Orwell. Teritoriul controlat de Oceania este reprezentat în roz. Teritoriul Eurasiei este în mov, iar cel al Estasiei în verde. Teritoriile în galben sunt cele disputate de către cele trei mari puteri. Situaţia geopolitică la sfârşitul cărţii o aflăm din harta următoare.

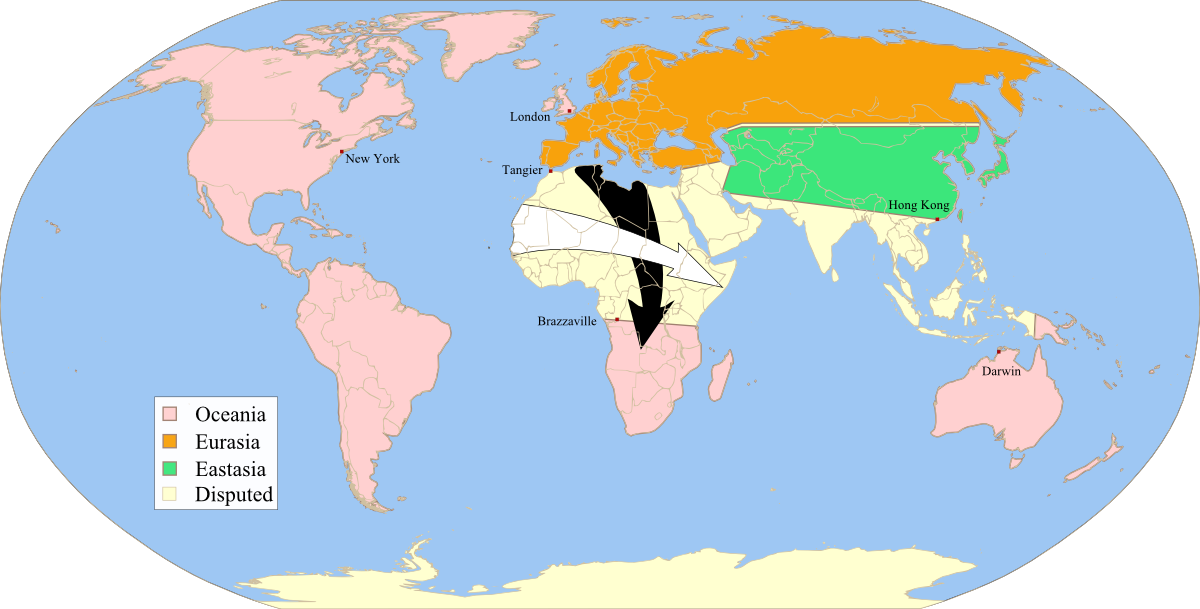
Situația geopolitică la sfârșitul romanului. Săgeata neagră reprezintă atacurile Eurasiei, iar săgeata albă le reprezintă pe cele ale Oceaniei. În această hartă, Oceania este colorată în roz, Eurasia e colorată în portocaliu, iar Estasia în verde. Teritoriile disputate sunt colorate în galben.

Eurasia este numele uneia dintre cele trei superputeri continentale care au apărut după războiul nuclear ipotetic din romanul 1984 scris de George Orwell. Oceania, Eurasia și Estasia își dispută supremația în lume.
Forma de guvernare a Eurasiei este neo-bolșevismul născut din cenușa Partidului Comunist din Rusia.
Teritoriile Eurasiei cuprind Europa, cu excepția Insulelor Britanice, și Asia de Nord, din Portugalia până la Strâmtoarea Bering, majoritatea zonelor fostei Uniuni Sovietice.